# محوطه قرمز تپه
محوطه قرمز تپه مربوط به دوره اشکانیان است و در شهرستان کمیجان، بخش میلاجرد، جنوب شهر میلاجرد واقع شده و این اثر در تاریخ ۷ خرداد ۱۳۸۷ با شمارهٔ ثبت ۲۲۹۹۳ به‌عنوان یکی از آثار ملی ایران به ثبت رسیده است.